# Crabul negru (film)
Crabul negru (titlu original: Svart krabba) este un film suedez thriller de acțiune de război din 2022 regizat de Adam Berg. Rolurile principale au fost interpretate de actorii Noomi Rapace, Aliette Opheim și Dar Salim.
Prezintă o echipă de soldați recrutați pentru o posibilă misiune sinucigașă pentru a pune capăt unui război: Caroline Edh (Rapace), Karimi, Malik, Granvik și liderul Forsberg. Începe cu o scenă în care Edh se află într-o mașină cu fiica ei, Vanja, așteaptă într-un ambuteiaj când, brusc, civili din fața lor sunt atacați de soldații care se apropie.

## Prezentare
Suedia, în viitorul apropiat. Au trecut 5 ani de când Războiul Civil a distrus țara. Tabăra conflictului din care Carolina Ed face parte este pe punctul de a fi învinsă. Pentru a influența cumva un rezultat favorabil, ea primește un ordin - împreună cu o echipă de șase alergători să transporte o capsula misterioasă în cealaltă parte a arhipelagului.
Singura ei motivație este să-și vadă fiica, de care a fost despărțită în primele zile ale războiului. În spatele liniilor inamice, patinând pe gheață subțire și pe suprafața mării, ea trebuie să călătorească o sută de kilometri pentru a-și atinge obiectivul.

## Distribuție
- Noomi Rapace – Caroline Edh
- Aliette Opheim – Căpitanul Forsberg
- Dar Salim – Malik
- David Dencik – Colonelul Raad
- Jakob Oftebro – Nylund
- Ardalan Esmaili – Karimi
- Erik Enge – Granvik
- Susan Taslimi – Admiral Nordh
- Martin Hendrikse – Soldat
- Cecilia Säverman – Rånare
- Stella Marcimain Klintberg – Vanja
- Ahmed Shawky Shaheen
- Ilir Latifi – Vaktchef
- Mikail Akalin – Un soldat